# Місто районного значення
Місто районного значення (місто районного підпорядкування) — адміністративно-територіальна одиниця в Україні. До категорії міст районного значення віднесено міста з кількістю населення менше 50 тисяч осіб, які не мають статусу міст обласного значення.
До категорії міст районного підпорядкування можуть бути віднесені селища, які мають промислові підприємства, комунальне господарство, державний житловий фонд, мережу соціально-культурних закладів і підприємств побуту, з кількістю населення понад 10 тисяч чоловік, з яких не менш як дві третини становлять робітники, службовці та члени їх сімей. 
Станом на 1 січня 2008 року таких міст нараховувалось 279, у них проживало 3 млн. 763 тис. осіб наявного населення, що становило 8,1 % загальної чисельності населення України та 11,9 % міського населення.